# Џодпур
Џодпур је град у Индији у држави Раџастан. Према незваничним резултатима пописа 2011. у граду је живело 1.033.918 становника.

## Становништво
Према незваничним резултатима пописа, у граду је 2011. живело 1.033.918 становника.
| 1991.   | 2001.   | 2011.     |
| ------- | ------- | --------- |
| 666.279 | 851.051 | 1.033.918 |